# Podgaj (województwo łódzkie)
Podgaj – wieś w Polsce położona w województwie łódzkim, w powiecie opoczyńskim, w gminie Paradyż.
W latach 1975–1998 miejscowość położona była w województwie piotrkowskim.
Wierni Kościoła rzymskokatolickiego należą do parafii św. Andrzeja Apostoła w Wójcinie.